# جبل أحد
جبل أُحُد «بضمّ الألف والحاء» هو جبل يطل على المدينة المنوّرة من الجهة الشمالية، كان يبعد عنها ثلاثة أميال ونصف قبل أن يصله العمران. وعلى بعد 4 كم من المسجد النبوي. يمتد الجبل كسلسلة من الشرق إلى الغرب ويميل نحو الشمال. شهد جبل أحد عدة أحداث بعد ظهور الإسلام وله مكانته الدينية.

## التسمية
توجد عدة آراء حول سبب تسمية جبل أحد بهذا الاسم:
- الرأي الأول يقول أن الجبل سمي بهذا الاسم لتوحده عن الجبال وأنه محاط بالأودية والسهول.[1]
- الرأي الثاني هو أن الجبل سمي بأحد نسبة إلى رجل يدعى أحد من العماليق (السكان الأوائل التقليديين للمدينة) حيث أن أحد انتقل إلى الجبل وسكنه فسمي باسمه.[1]
- الرأي الثالث يقول أن الجبل سمي كذلك لأنه يرمز لوحدانية الله.[1]

## التركيب الجيولوجي والجغرافي
أغلب صخور الجبل من الجرانيت الأحمر، وبعض الصخور تميل ألوانها إلى الأخضر الداكن والأسود، وبها عدة تجاويف تسمى «المهاريس» تقوم باحتجاز مياه الأمطار، وبه العديد من الكهوف والشقوق التي يتجاوز ارتفاع بعضها متراً ونصف وعمقها عشرة أمتار. كما يضم الجبل العديد من المعادن كالحديد في الصخور الخارجية والنحاس في الصخور الداخلية. يبلغ طول الجبل 7 كيلومترات وعرضه بين 2 و 3 كيلومتر وارتفاعه يصل إلى قرابة 1077 متراً. يبعد الجبل 5 كيلومترات عن المسجد النبوي. يحد الجبل من الشمال طريق الجامعات (طريق غير المسلمين) ومن الجنوب الطريق الدائري الجنوبي ومن الشرق طريق المطار وجبل تيأب وجبل ثور في الشمال الغربي وجبل عينين في الجنوب الغربي والذي يعرف بجبل الرماة كما يمر من عند قاعدته وادي قناة والذي يتجاوزه من الغرب.

## نباتات الجبل
ينتشر على جبل أحد العديد من النباتات ومنها «لوز النبي» (مصفوفة الأوراق) والذي يعتبر جزءاً من الفصيلة الصقلابية، ويوجد به نبات «الحميض» والذي ينتمي إلى جنس الحماض من الفصيلة البطباطية، كما تنتشر به نباتات أخرى منها العوسج والسمر والسلم والسدر والمسيكة (شجرة الريح) والشكيرة (الشكربل أو الربلة) وشجرية أبو حاد (طرطر) وعشبة شوكة العنب (شوكة الإبل) والحنظل. كما أن به العديد من النباتات المصنفة ضمن الفصيلة النجيلية والتي تموت تدريجياً بسبب انقطاع الأمطار.

### موقعة أحد
ميدان جبل أحد هو موقع معركة غزوة أحد بين المسلمين وقريش والتي وقعت في السنة الثالثة للهجرة، حيث وقعت المعركة في جنوب غربي الجبل بالقرب من جبل الرماة. قتل في تلك المعركة سبعون صحابياً منهم حمزة بن عبد المطلب عم النبي محمد، لأن الرماة تركوا الجبل فأحاط جيش قريش بهم من الخلف.

### فضائل أحد
يرى المسلمون أن جبل أحد يحبهم ويحبونه لما رواه الصحابي أنس بن مالك عن النبي أنه قال: «هَذَا جَبَلٌ يُحِبُّنَا وَنُحِبُّهُ»، كما أن المسلمين يرون أن الجبل من جبال الجنة لما رواه أبو عبس بن جبر الصحابي عن النبي أنه قال: «جَبَلُ أُحُدٍ يُحِبُّنَا وَنُحِبُّهُ وَهُوَ مِنْ جِبَالِ الْجَنَّةِ».
روى البخاري (47) من حديث أبي هريرة رضي الله عنه قال: أن رسول الله صلى الله عليه وسلم قال: «مَنْ اتَّبَعَ جَنَازَةَ مُسْلِمٍ إِيمَانًا وَاحْتِسَابًا وَكَانَ مَعَهُ حَتَّى يُصَلَّى عَلَيْهَا وَيَفْرُغَ مِنْ دَفْنِهَا، فَإِنَّه يَرْجِعُ مِنْ الْأَجْرِ بِقِيرَاطَيْنِ كُلُّ قِيرَاطٍ مِثْلُ أُحُدٍ وَمَنْ صَلَّى عَلَيْهَا ثُمَّ رَجَعَ قَبْلَ أَنْ تُدْفَنَ فَإِنَّهُ يَرْجِعُ بِقِيرَاطٍ».
- عن أنس بن مالك رضي الله عنه أنَ رسول الله صلَى الله عليه وسلَم قال:((أحد جبل يحبنا ونحبه، فإذا جئتموه فكلوا من شجره، ولو من عضاهه)).

- عن أنس بن مالك رضي الله عنه، أنَ النبي صلى الله عليه وسلم صعد أحداً، وأبو بكر، وعمر، وعثمان، فرجف بهم، فقال:((اثبت أُحُد، فإنما عليك نبي، وصِدٍيق، وشهيدان)).

- ضرب المثل والتشبيه بجبل أحد:
- وجاء ضرب المثل والتشبيه بهذا الجبل من حيث عظم حجمه في عدة مواضع:
- في ساق ابن مسعود رضي الله عنه؛ فعن عليٍّ رضي الله عنه أن النَّبِيَّ صَلَّى اللهُ عَلَيْهِ وَسَلَّمَ أَمَرَ ابْنَ مَسْعُودٍ فَصَعِدَ عَلَى شَجَرَةٍ أَمَرَهُ أَنْ يَأْتِيَهُ مِنْهَا بِشَيْءٍ، فَنَظَرَ أَصْحَابُهُ إِلَى سَاقِ عَبْدِ اللهِ بْنِ مَسْعُودٍ حِينَ صَعِدَ الشَّجَرَةَ، فَضَحِكُوا مِنْ حُمُوشَةِ سَاقَيْهِ، فَقَالَ رَسُولُ اللهِ صَلَّى اللهُ عَلَيْهِ وَسَلَّمَ: «مَا تَضْحَكُونَ؟ لَرِجْلُ عَبْدِ اللهِ أَثْقَلُ فِي الْمِيزَانِ يَوْمَ الْقِيَامَةِ مِنْ أُحد».
- وفي الإنفاق؛ فعن زَيْدِ بنِ ثابِتٍ قال: سَمِعْتُ رَسُولَ اللهِ صَلَّى اللهُ عَلَيْهِ وَسَلَّمَ يَقُولُ: «لَوْ أَنَّ اللهَ عَذَّبَ أَهْلَ سَمَاوَاتِهِ وَأَهْلَ أَرْضِهِ، لَعَذَّبَهُمْ غَيْرَ ظَالِمٍ لَهُمْ، وَلَوْ رَحِمَهُمْ، كَانَتْ رَحْمَتُهُ لَهُمْ خَيْرًا مِنْ أَعْمَالِهِمْ، وَلَوْ كَانَ لَكَ جَبَلُ أُحُدٍ، أَوْ مِثْلُ جَبَلِ أُحُدٍ، ذَهَبًا، أَنْفَقْتَهُ فِي سَبِيلِ اللهِ، مَا قَبِلَهُ اللهُ مِنْكَ حَتَّى تُؤْمِنَ بِالْقَدَرِ، وَتَعْلَمَ أَنَّ مَا أَصَابَكَ لَمْ يَكُنْ لِيُخْطِئَكَ، وَأَنَّ مَا أَخْطَأَكَ لَمْ يَكُنْ لِيُصِيبَكَ، وَأَنَّكَ إِنْ مِتَّ عَلَى غَيْرِ هَذَا، دَخَلْتَ النَّارَ».
- وعن أبي ذَرٍّ الغِفَاريِّ رضي الله عنه قَالَ: سَمِعْتُ رَسُولَ اللَّهِ صَلَّى اللهُ عَلَيْهِ وَسَلَّمَ يَقُولُ: «مَا يَسُرُّنِي أَنَّ جَبَلَ أُحُدٍ لِي ذَهَبًا أَمُوتُ يَوْمَ أَمُوتُ عِنْدِي دِينَارٌ أَوْ نِصْفُ دِينَارٍ، إِلَّا لِغَرِيمٍ».

### آثار أحد
يضم الجبل عدة آثار منها مقبرة شهداء أحد والتي تضم أجساد 70 صحابي قتلوا أثناء غزوة أحد، كما يشتهر الجبل بالشق وهو فتحة في الجبل يقال أن النبي محمد احتمى فيها يوم غزوة أحد وتشتت المسلمين، كما يقع بالقرب منه مسجد الفسح.

## معرض صور

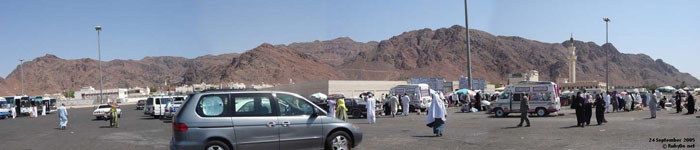
صورة تظهر زوار جبل أحد.

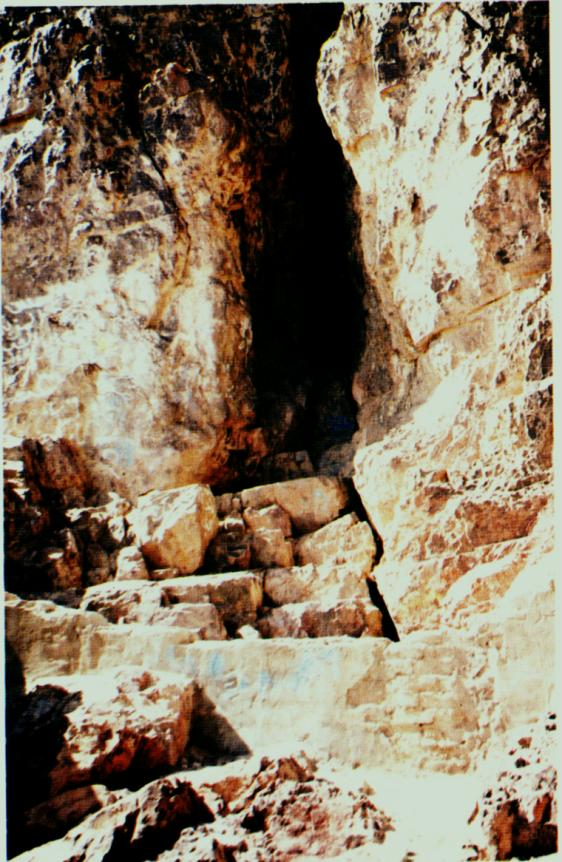
الشق الذي يرى البعض أن النبي محمد احتمى فيه يوم أحد
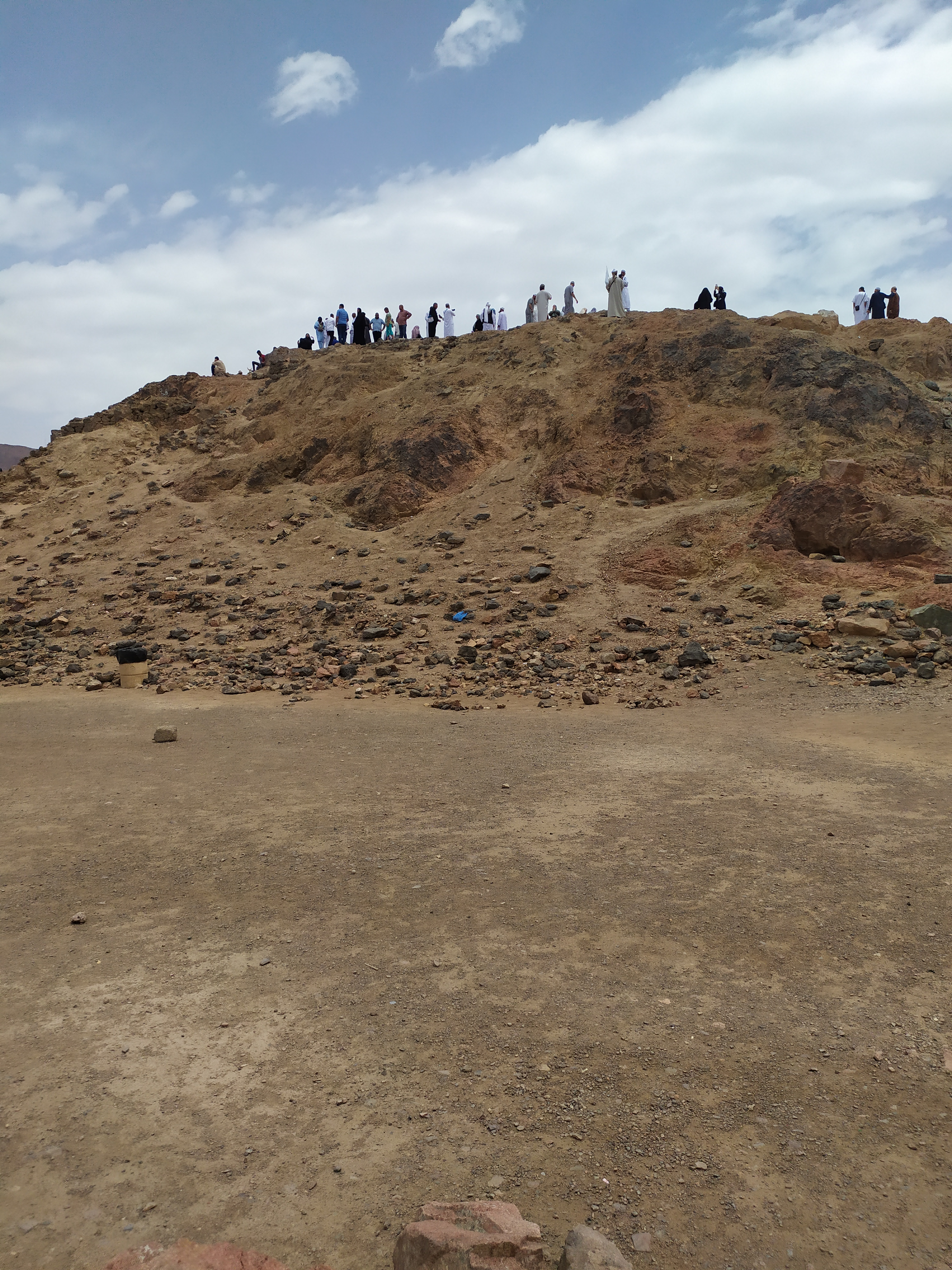
جبل الرماة في معركة أحد
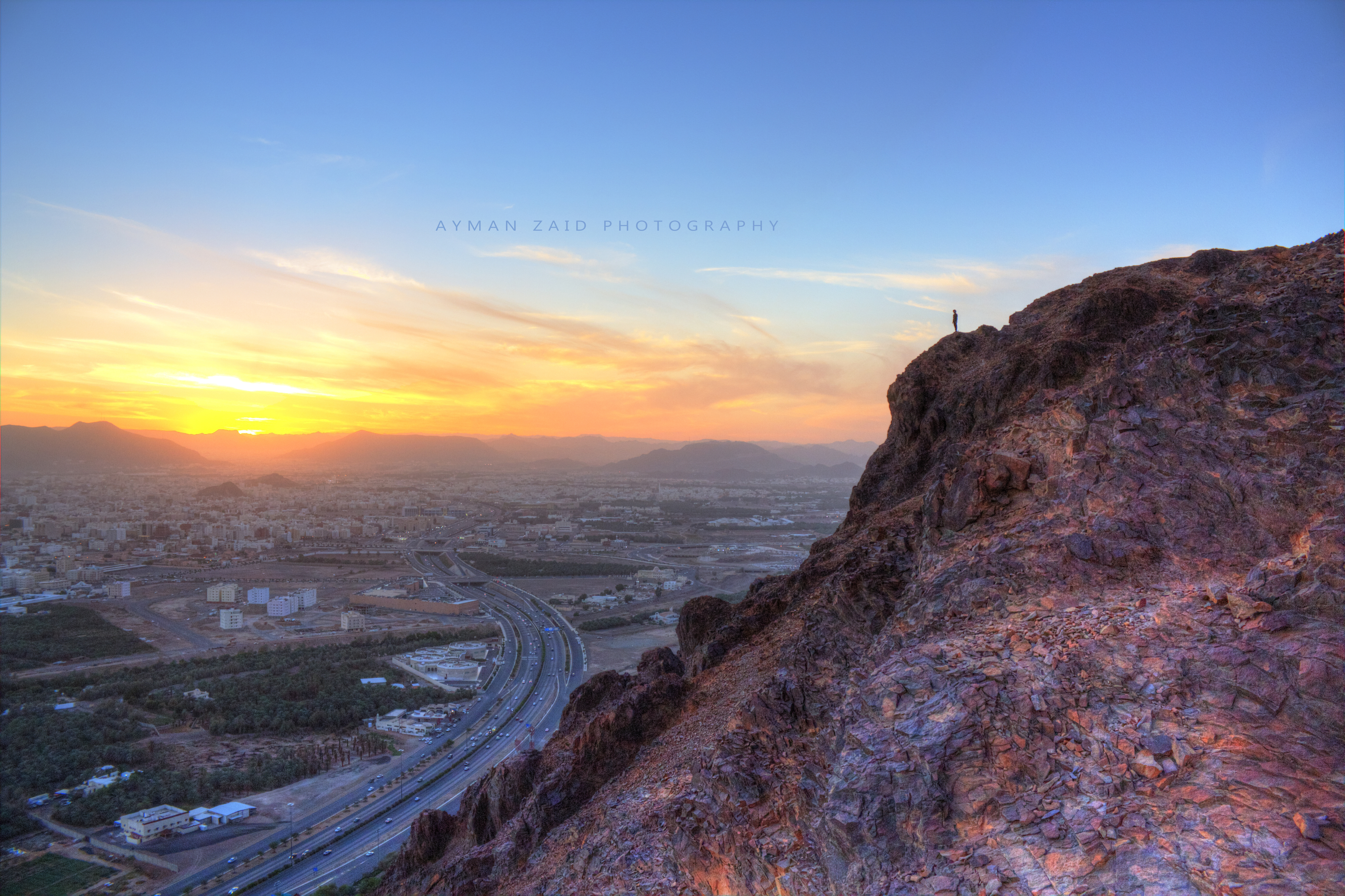
جبل أحد
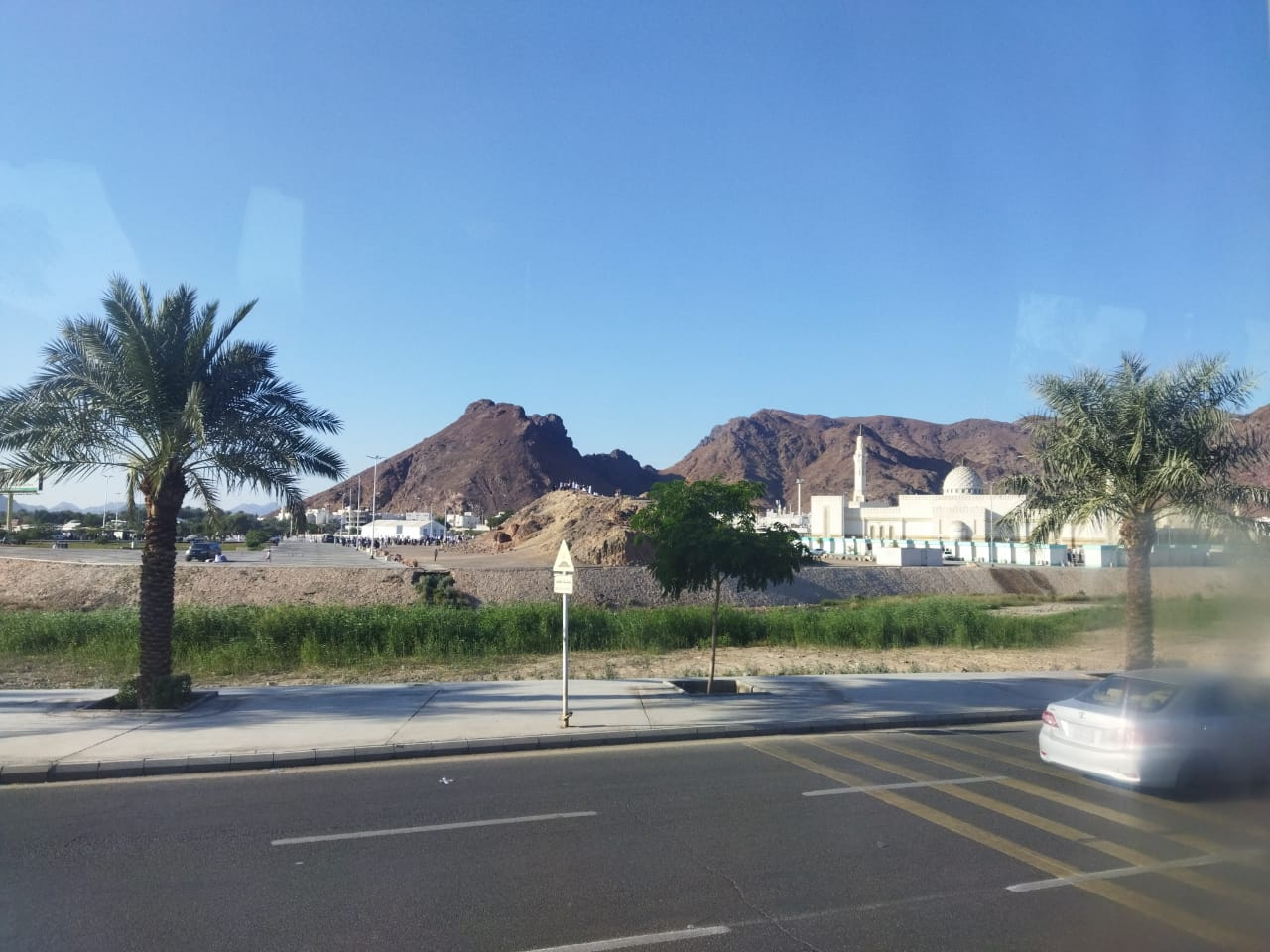
جبل أحد - 2024